# كوما (أستراليا)
كوما (بالإنجليزية: Cooma)‏ هي مدينة تقع في جنوب نيوساوث ويلز، أستراليا. تقع على بعد 114 كيلومتر (71 ميل) إلى الجنوب من العاصمة الوطنية، كانبيرا، عبر الطريق السريع مونارو. كما تقع على الطريق السريع سنوي ماونتنز، الذي يربط بين بيغا وريفيرينا.
في تعداد عام 2016، كان عدد سكان كوما 6,742 نسمة. كوما هي المدينة الرئيسية في منطقة مونارو. ويبلغ ارتفاعها 800 متر (2620 قدم) فوق مستوى سطح البحر. كان يمكن اشتقاق الاسم من كلمة السكان الأصليين Coombah، والتي تعني «البحيرة الكبيرة» أو «البلد المفتوح».
تم استكشاف كوما بواسطة الكابتن جي. إم. كوري في عام 1823. تم استطلاعها لأول مرة في عام 1840، وتم نشرها عام 1849. أُعلِنت كوما بلدية في عام 1879. تقع كوما على بعد 5 كيلومترات (3 أميال) جنوب ضفاف نهر موروبيدجي، أحد الروافد الرئيسية لحوض موراي دارلينغ. وتأخذ كوما مصدر مياهها من النهر.

## المناخ
يظهر الجدول التالي التغييرات المناخية على مدار السنة لكوما:
| البيانات المناخية لـكوما          | البيانات المناخية لـكوما | البيانات المناخية لـكوما | البيانات المناخية لـكوما | البيانات المناخية لـكوما | البيانات المناخية لـكوما | البيانات المناخية لـكوما | البيانات المناخية لـكوما | البيانات المناخية لـكوما | البيانات المناخية لـكوما | البيانات المناخية لـكوما | البيانات المناخية لـكوما | البيانات المناخية لـكوما | البيانات المناخية لـكوما |
| الشهر                             | يناير                    | فبراير                   | مارس                     | أبريل                    | مايو                     | يونيو                    | يوليو                    | أغسطس                    | سبتمبر                   | أكتوبر                   | نوفمبر                   | ديسمبر                   | المعدل السنوي            |
| --------------------------------- | ------------------------ | ------------------------ | ------------------------ | ------------------------ | ------------------------ | ------------------------ | ------------------------ | ------------------------ | ------------------------ | ------------------------ | ------------------------ | ------------------------ | ------------------------ |
| الدرجة القصوى °م (°ف)             | 39.5 (103.1)             | 38.9 (102.0)             | 35.2 (95.4)              | 30.4 (86.7)              | 24.2 (75.6)              | 19.6 (67.3)              | 20.9 (69.6)              | 24.5 (76.1)              | 29.4 (84.9)              | 33.1 (91.6)              | 36.5 (97.7)              | 36.7 (98.1)              | 39.5 (103.1)             |
| الحد الأقصى المتوسط °م (°ف)       | 35.2 (95.4)              | 33.5 (92.3)              | 30.4 (86.7)              | 25.7 (78.3)              | 21.4 (70.5)              | 16.6 (61.9)              | 16.1 (61.0)              | 18.9 (66.0)              | 23.6 (74.5)              | 27.3 (81.1)              | 30.5 (86.9)              | 32.5 (90.5)              | 35.8 (96.4)              |
| متوسط درجة الحرارة الكبرى °م (°ف) | 27.4 (81.3)              | 26.3 (79.3)              | 23.8 (74.8)              | 19.5 (67.1)              | 15.6 (60.1)              | 11.9 (53.4)              | 11.4 (52.5)              | 13.3 (55.9)              | 16.3 (61.3)              | 19.6 (67.3)              | 22.5 (72.5)              | 25.2 (77.4)              | 19.4 (66.9)              |
| متوسط درجة الحرارة الصغرى °م (°ف) | 10.8 (51.4)              | 10.6 (51.1)              | 8.2 (46.8)               | 4.1 (39.4)               | 0.7 (33.3)               | −1.3 (29.7)              | −2.7 (27.1)              | −1.9 (28.6)              | 1.2 (34.2)               | 3.8 (38.8)               | 7.0 (44.6)               | 9.2 (48.6)               | 4.1 (39.5)               |
| الحد الأدنى المتوسط °م (°ف)       | 3.7 (38.7)               | 3.9 (39.0)               | 1.0 (33.8)               | −2.9 (26.8)              | −5.9 (21.4)              | −7.5 (18.5)              | −8.6 (16.5)              | −7.8 (18.0)              | −5.5 (22.1)              | −3.0 (26.6)              | −0.1 (31.8)              | 1.7 (35.1)               | −9.2 (15.4)              |
| أدنى درجة حرارة °م (°ف)           | −0.2 (31.6)              | −1.0 (30.2)              | −1.9 (28.6)              | −6.5 (20.3)              | −8.6 (16.5)              | −11.5 (11.3)             | −11.4 (11.5)             | −10.5 (13.1)             | −8.6 (16.5)              | −6.8 (19.8)              | −3.9 (25.0)              | −3.0 (26.6)              | −11.5 (11.3)             |
| الهطول مم (إنش)                   | 58.3 (2.30)              | 59.7 (2.35)              | 57.4 (2.26)              | 39.5 (1.56)              | 29.6 (1.17)              | 40.2 (1.58)              | 28.1 (1.11)              | 27.4 (1.08)              | 34.9 (1.37)              | 44.8 (1.76)              | 64.6 (2.54)              | 57.1 (2.25)              | 541.6 (21.33)            |
| متوسط أيام هطول الأمطار           | 8.1                      | 7.8                      | 8.4                      | 8.4                      | 7.9                      | 9.9                      | 8.5                      | 8.6                      | 9.9                      | 9.6                      | 11.0                     | 9.2                      | 107.3                    |
| Average afternoon رطوبة نسبية (%) | 40                       | 44                       | 45                       | 49                       | 54                       | 59                       | 54                       | 48                       | 45                       | 44                       | 43                       | 41                       | 47                       |
| المصدر #1:                        |                          |                          |                          |                          |                          |                          |                          |                          |                          |                          |                          |                          |                          |
| المصدر #2:                        |                          |                          |                          |                          |                          |                          |                          |                          |                          |                          |                          |                          |                          |

## معرض صور

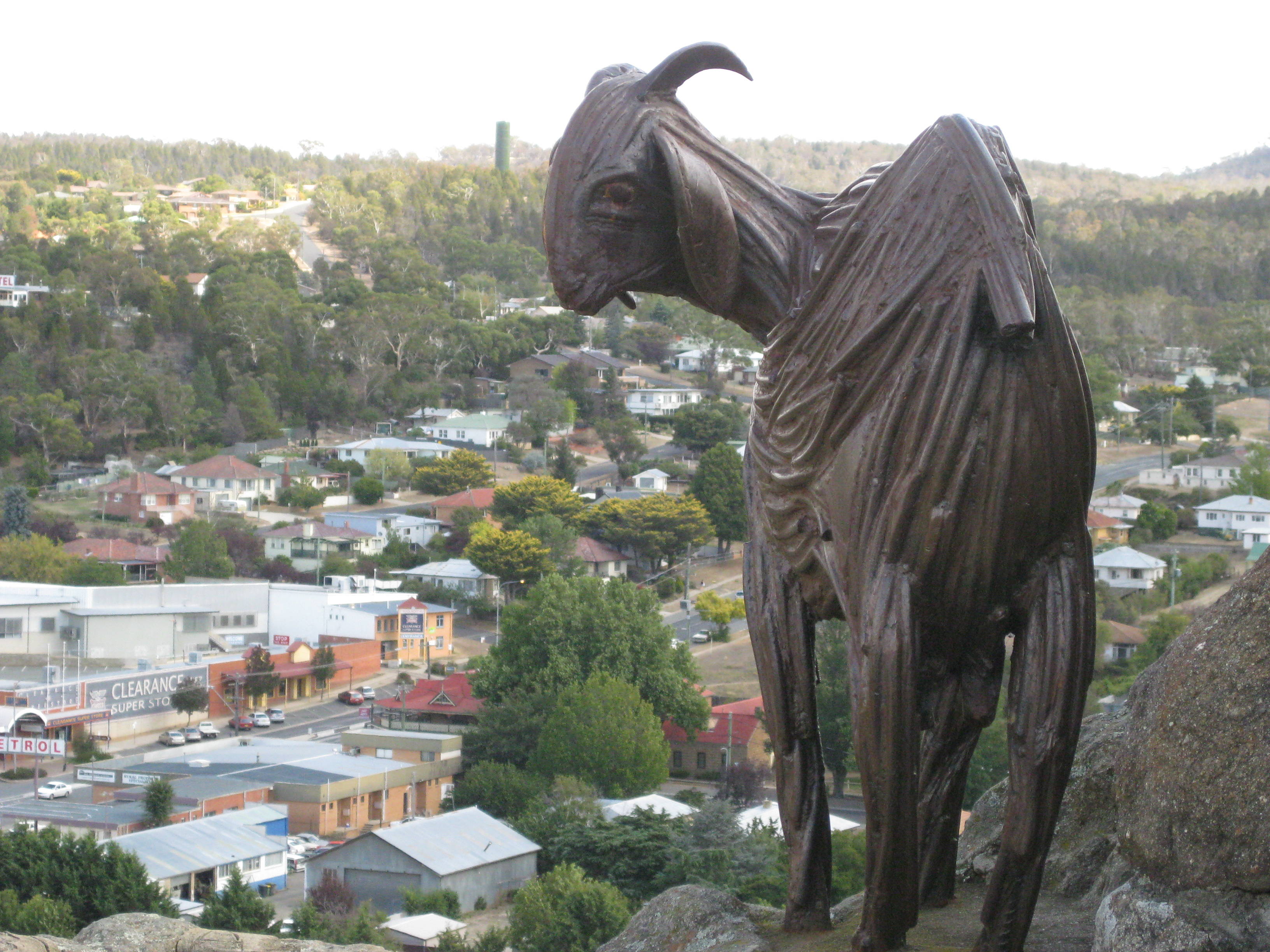
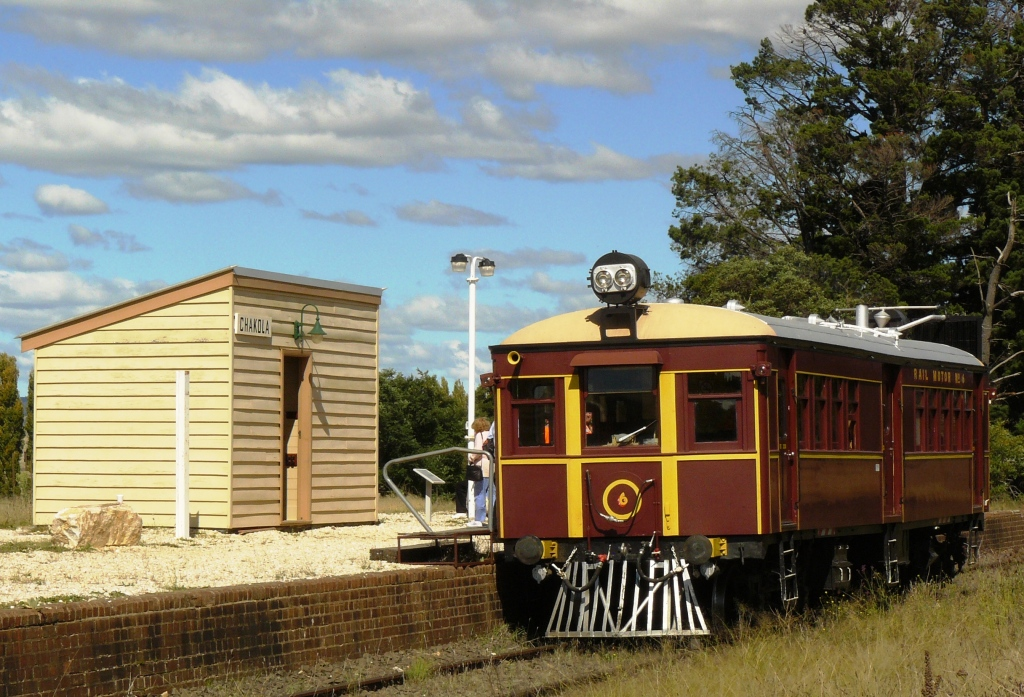
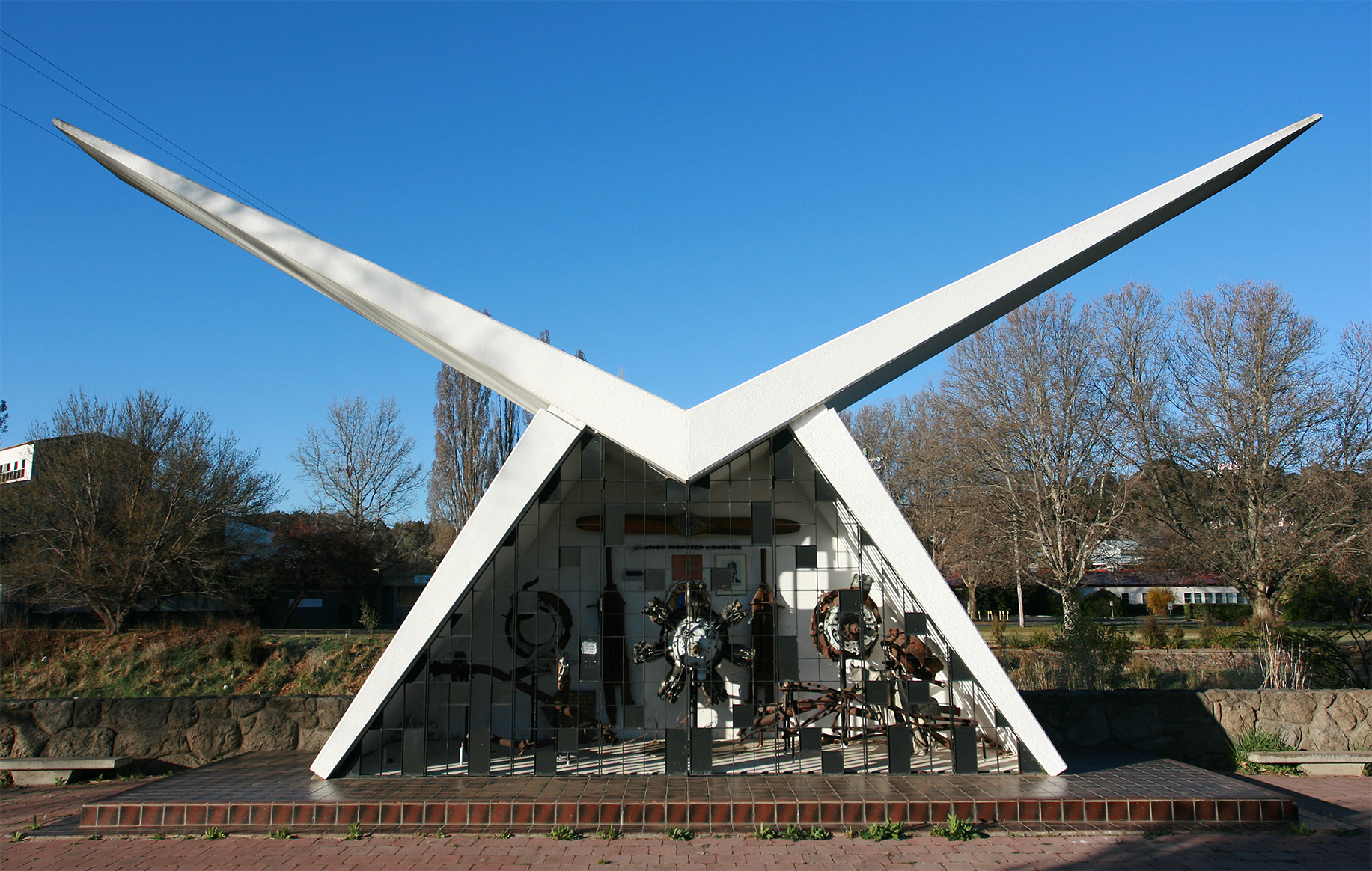
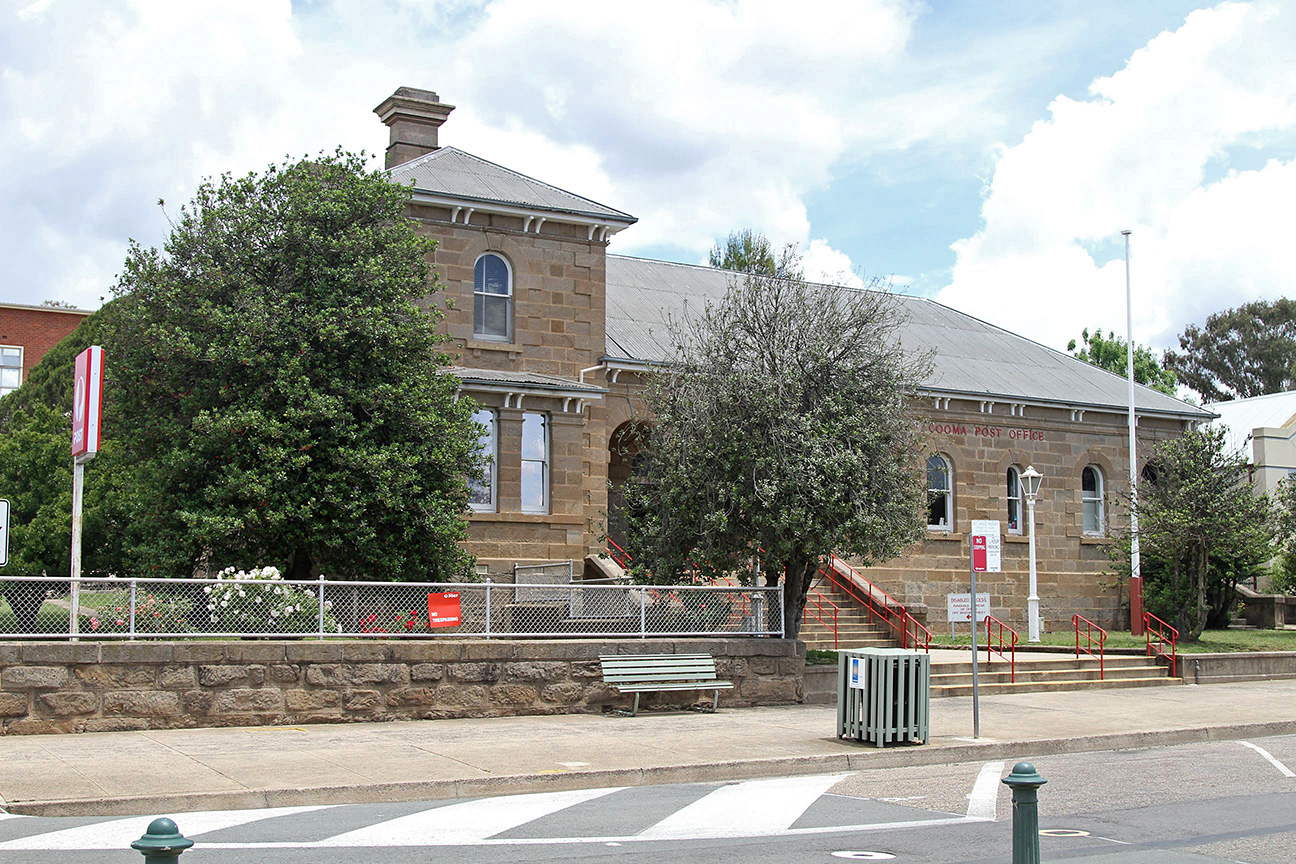

## أعلام
- جيف دوديل
- شارلوت وود
- كارمن دنكان
- بين سيم
- ستيوارت فلانغن

## وصلات خارجية
- "Climate for Cooma". Bureau of Meteorology. Australian Government. مؤرشف من الأصل في 2019-01-29. اطلع عليه بتاريخ 2009-02-24.